# Le Bon Marché

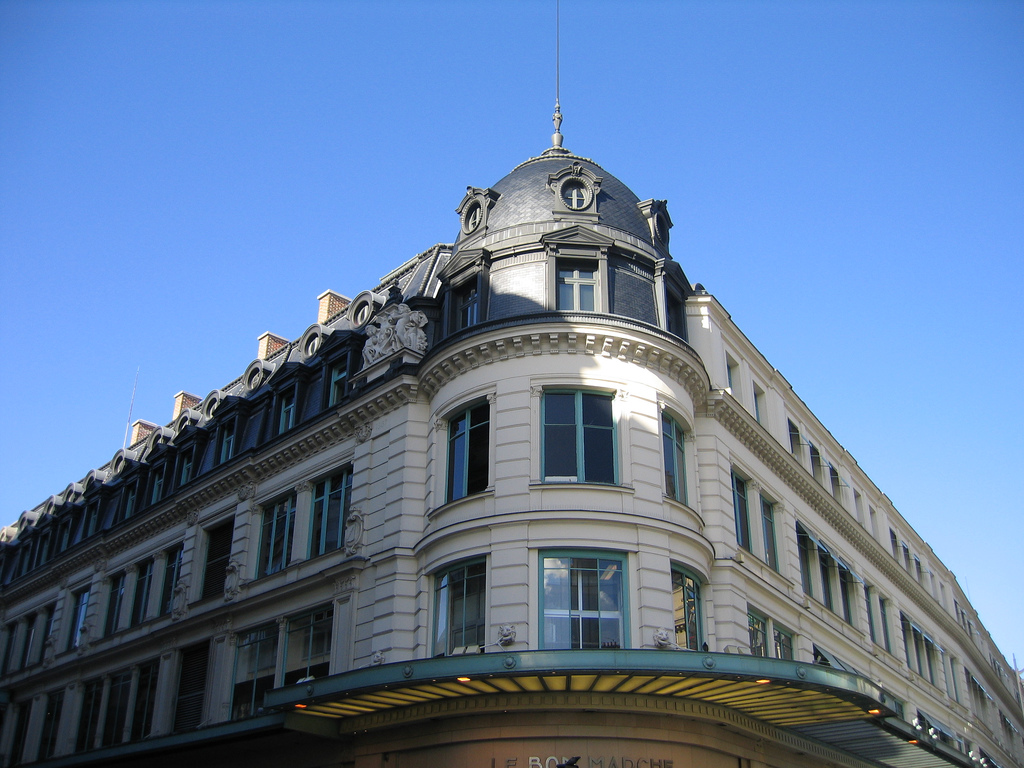
Bon marché

Le Bon Marché är ett av de ledande och mest exklusiva varuhusen i världen och är beläget i Paris på Seines vänstra strand – rive gauche –  mellan Montparnasse och Saint Germain. Varuhuset grundades 1852 av Aristide Boucicaut och var då endast en liten affär som utvidgades till ett stort varuhus med ett brett sortiment och anses vara det första riktiga varuhuset i världen.
Varuhuset köptes av det franska lyxkonglomeratet LVMH 1984 och 1987 beslöt Bernard Arnault att göra om det till ett lyxvaruhus. En filial,  La Grande Epicerie de Paris, har sedan 1988 utvecklats till Paris största matvaruhus.